# Catalpa brevipes
Catalpa brevipes — вид квіткових рослин з родини біньйонієвих (Bignoniaceae).

## Поширення
Ареал: Куба, Домініканська Республіка, Гаїті. Населяє сухі ліси на вапняках.